# Ggplot2
ggplot2 est une bibliothèque R de visualisation de données développée initialement par Hadley Wickham en 2005. La librairie est développée selon les principes développés par Leland Wilkinson dans son ouvrage The Grammar of Graphics. La "grammaire des graphiques" de Wilkinson décompose les graphique en une somme de composants sous-jacents : ainsi, elle permet de relier les données à des objets géométriques (points, barres, lignes) qui possèdent des attributs esthétiques (couleur, taille, type de ligne). Depuis la création de ggplot2, la liste des développeurs s'est agrandie pour inclure sept autres développeurs et développeuses en plus de Hadley Wickham et la librairie est devenu une des plus populaires sur R.

## Versions
Le 2 mars 2012, la publication de la version 0.0.9 de ggplot2 introduit de nombreux changements dans l'organisation interne du package, la construction des échelles et les fonctions permettant d'introduire des facettes graphiques.
Le 25 février 2014, Hadkey Wickham annonce officiellement que "ggplot2 passe en phase de maintenance. Cela signifie que nous n'ajoutons plus de nouvelles fonctionnalités, mais nous continuerons à corriger des bugs majeurs, et à envisager des nouvelles fonctionnalités soumises en push requests. En reconnaissance [de] cette étape majeure, la prochaine version de ggplot2 sera 1.0.0".
Le 21 décembre 2015, la version 2.0.0 de ggplot2 est publiée. Dans l'annonce, il est dit que "ggplot2 a maintenant une procédure d'extension officielle. Cela signifie que d'autres peuvent désormais facilement créer leurs [propres] stats, geoms et positions, et les fournir dans d'autres librairies."

## Galerie

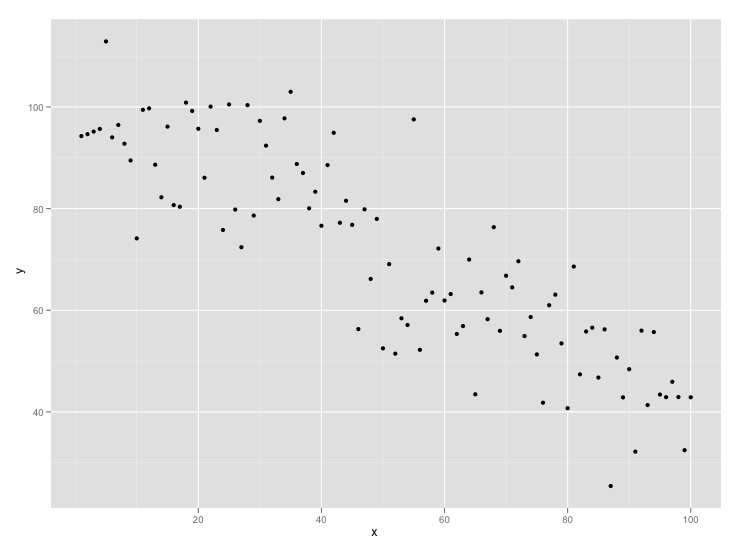
Nuage de points
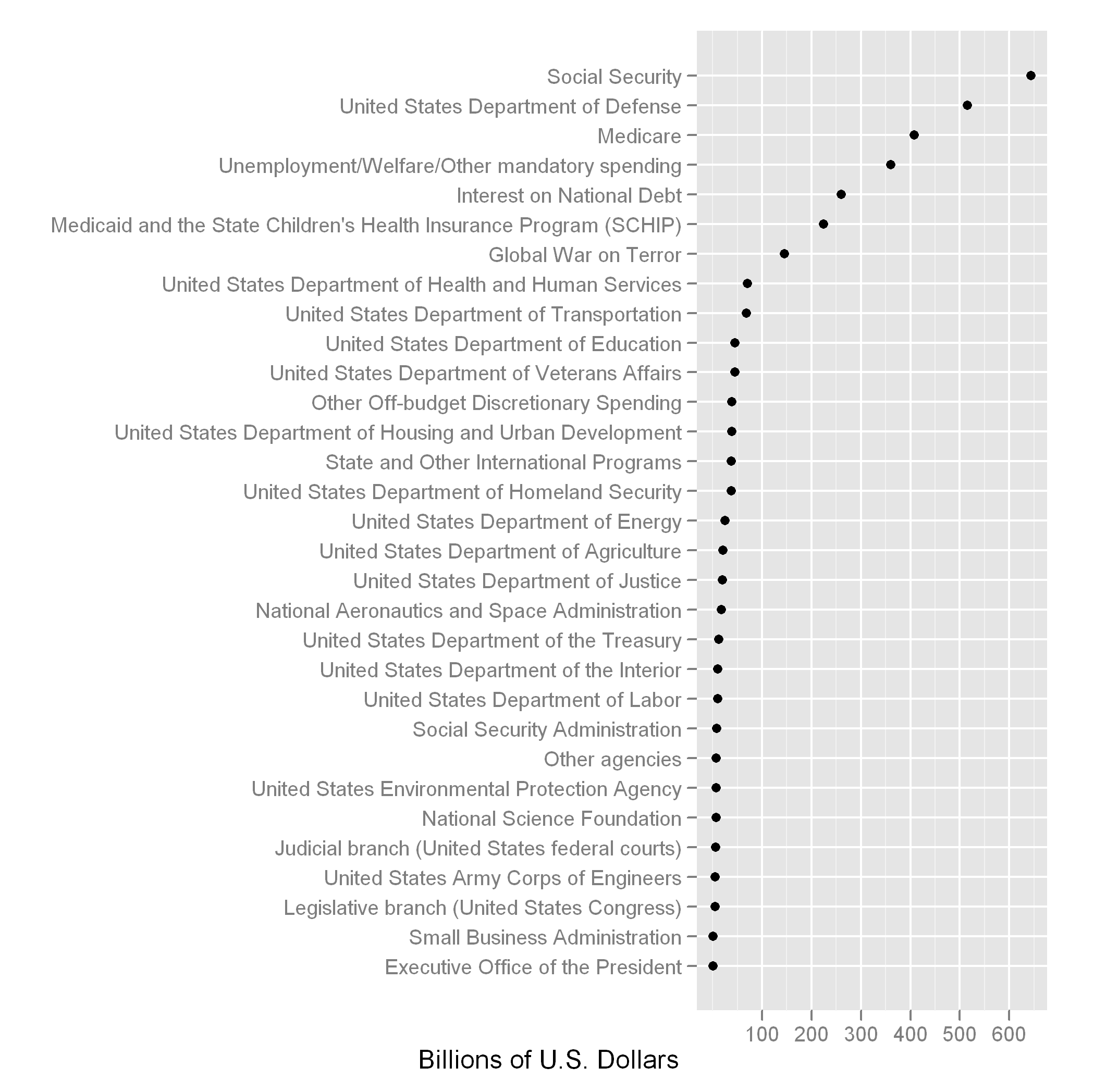
Dotpoint
barplot